# بيورن غولشميدت
بيورن غولشميدت (بالألمانية: Björn Goldschmidt)‏ هو راكب الكنو ألماني، ولد في 3 ديسمبر 1979 في كارلسروه في ألمانيا.

## وصلات خارجية
- بيورن غولشميدت على موقع أوليمبيديا (الإنجليزية)